# Лампсак
Ла́мпсак (др.-греч. Λάμψακος) — древний и средневековый город, основанный в середине VII века до н. э. фокейцами в Мизии, на берегу Геллеспонта. В настоящее время — город Лапсеки (Турция), с населением 11,6 тыс. человек (2015 год). Первоначально назывался Питиусой (др.-греч. Πιτυούσσα или Πιτυούσα — «сосновая»).

## История
Лампсак был известен культом Приапа, которого, по преданию, здесь произвела на свет Афродита. Окрестности города славились своими прекрасными виноградниками. В VI веке до н. э. известен тиран Гиппокл. Его сын Аянтид женился на Архедике, дочери Гиппия — афинского тирана. Находился в зависимости от персов.
Затем Лампсак был подарен Артаксерксом I Фемистоклу. В 376 году до н. э. известен тиран Фалиск. Около 355 года до н. э. — тиран Астинакс. После него тиран Харес. Затем город перешёл к Мемнону Родосскому.
Состоя после 479 года до н. э. в Делосском союзе, Лампсак уплачивал в нём немалые по тем временам взносы. В IV—III вв. до н. э. город чеканил свою золотую монету, что нечасто встречалось в Греции. Всё это свидетельствует о том, что Лампсак был одним из самых богатых городов этого края.
Сюда бежал из Афин Анаксагор. Здесь же он скончался в 428 году до н. э., окружённый уважением лампсакских граждан. Долгое время после смерти философа лампсакцы устраивали в его память ежегодные празднества. В нём жил Эпикур; по свидетельству Страбона, «сам Эпикур был в некотором смысле из Лампсака, так как он долго жил в Лампсаке и находился в дружественных отношениях с самыми знатными людьми этого города».
По словам Цицерона, это был один из самых известных городов провинции Азия.
В 364 году в Лампсаке проходил собор против ариан. В 1235 году здесь состоялся Всеправославный собор, на котором был восстановлен статус Тырновской патриархии, отменённый ранее, в 1018 году.
В 1416 году между Лампсаком и Галлиполи венецианский флот одержал морскую победу над турками.

## Эпонимический миф
Харон Лампсакский передаёт эпонимический миф о Лампсаке. Царь местного племени бебриков Мандрон попросил своего друга, фокейского царя Фоба, прислать колонистов для основания города. Так возникла Питиусса. Позже бебрики решили воспользоваться отъездом Мандрона и уничтожить эллинов, но дочь Мандрона по имени Лампсака рассказала об этом переселенцам. Те уничтожили «варваров» и переименовали город в Лампсак в честь своей спасительницы. Похожий миф известен также о колонии фокейцев Массалия (современный Марсель).

## Производство вина
В результате спасательных раскопок, проведенных Археологическим музеем Чанаккале, в северной части Геллеспонта вблизи древнего города Лампсак была обнаружена важная винодельческая установка позднеантичного периода. Археологические работы выявили, что найденное сооружение является частью комплекса зданий с обширными владениями, располагавшегося примерно в 3 км к западу от самого Лампсака. Помимо винодельни, при раскопках были обнаружены простые гробницы и крупные стены, принадлежавшие сельскохозяйственной усадьбе. Находка свидетельствует о том, что производство вина было основным источником дохода для города Лампсак в поздней античности.

## Известные граждане Лампсака
- Стратон из Лампсака — философ и физик.
- Метродор из Лампсака (старший) — философ-досократик.
- Метродор из Лампсака (младший) — философ-эпикуреец, один из четырёх главных представителей эпикуреизма.
- Идоменей из Лампсака — друг и ученик Эпикура, философ-эпикуреец, историк.
- Харон из Лампсака — историограф.
- Анаксимен Лампсакский (ок. 390—320) — ритор и историк.
- Полиэн из Лампсака — математик, друг Эпикура.
- Парфений Лампсакийский (ум. 318) — святитель, епископ.